# 南石井站

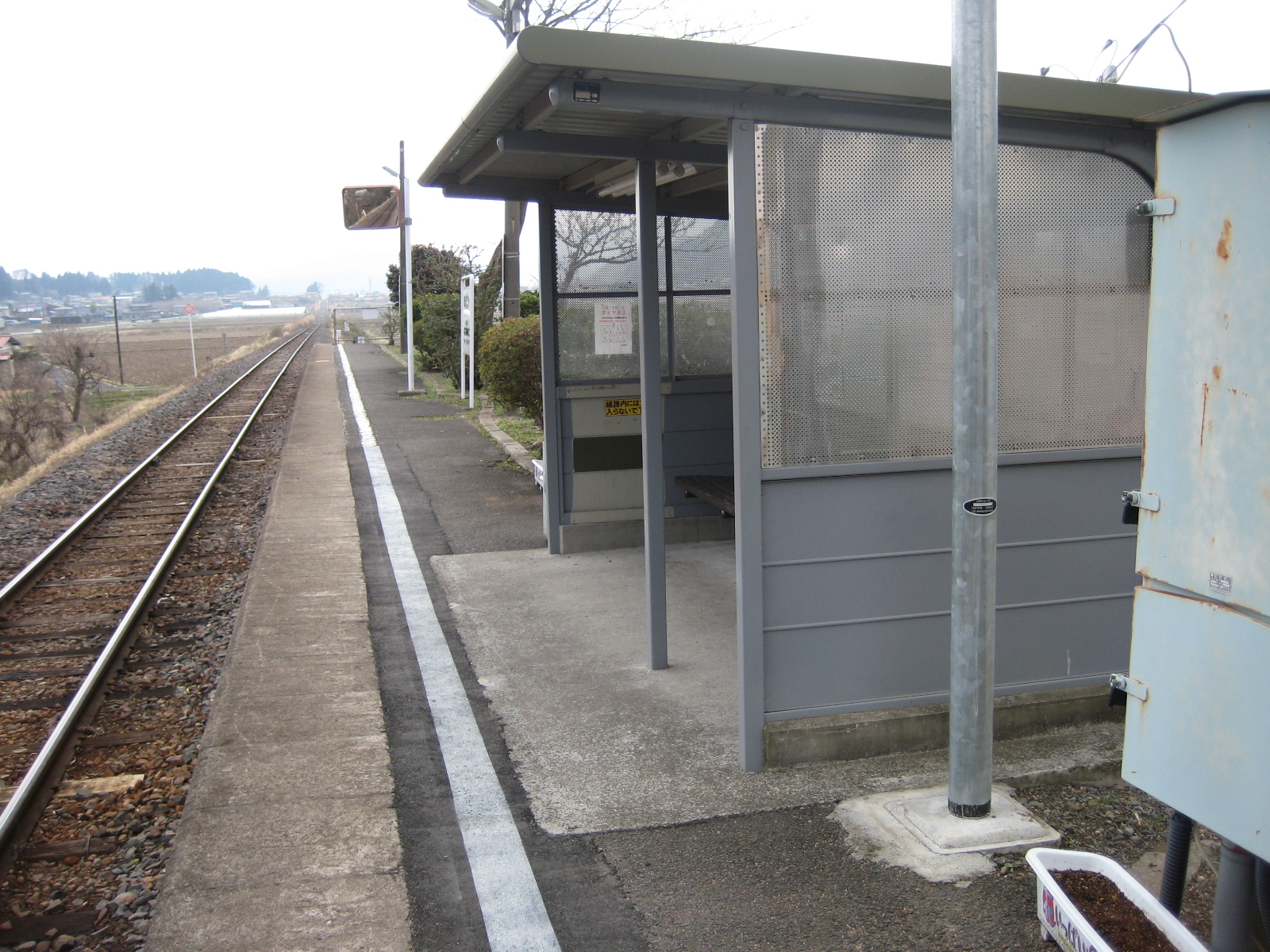
候車室

南石井站（日语：／ Minami-Ishii eki */?）是位於福島縣東白川郡矢祭町大字下石井，東日本旅客鐵道（JR東日本）的水郡線車站。

## 歷史
- 1957年（昭和32年）8月1日：車站啟用。
- 1987年（昭和62年）4月1日：伴隨國鐵分割民營化，車站由東日本旅客鐵道（JR東日本）營運[1]。

## 車站構造
此站是地面車站，設有1面1線的單式月台。
此站是由常陸大子站管理的無人車站。此站沒有車站大樓，在月台上設有候車室。

## 使用狀況
在2004年度的1日平起乘車人次為27人。
| 乘車人員變化 | 乘車人員變化 |
| 年度         | 1日平均人次  |
| ------------ | ------------ |
| 2000         | 41           |
| 2001         | 38           |
| 2002         | 33           |
| 2003         | 30           |
| 2004         | 27           |

## 車站周邊
車站周邊較多農田。車站東邊設有住宅和商店。
- 石井郵局
- 國道118號（日语：国道118号）（茨城街道）
- 福島縣道230號矢祭山八槻線（日语：福島県道230号矢祭山八槻線）
- 福島縣道379號矢祭棚倉單車道線（日语：福島県道379号矢祭棚倉自転車道線）
- 久慈川
- 大內澤
- 矢祭町公所下石井多用途共同使用設施
- 木村醫院

## 巴士路線
最近的巴士站是在國道118號上的「大內澤」。
| 乘車處 | 系統   | 主要途經         | 目的地   | 巴士公司 | 備註                 |
| ------ | ------ | ---------------- | -------- | -------- | -------------------- |
|        | 東館線 | 石井站前、塙站前 | 棚倉站前 | 福島交通 | 星期六及假日暫停服務 |
|        | 東館線 | 中學前、東館站   | 東館車廠 | 福島交通 | 星期六及假日暫停服務 |

## 相鄰車站
東日本旅客鐵道（JR東日本）
■水郡線
東館－南石井－磐城石井

## 注腳
1. ↑  『交通年鑑 昭和63年版』 交通協力會，1988年3月。
2. ↑  第120回福島県統計年鑑 （页面存档备份，存于）（日語）

## 外部連結
- 車站資訊（南石井）：東日本旅客鐵道（日語）